# Theano Fotiou
Theano Fotiou (în greacă Θεανώ Φωτίου; n. 10 mai 1946, Atena, Regatul Greciei) este o arhitectă greacă și politiciană a partidului Coaliția Stângii Radicale (Syriza). Începând cu ianuarie 2015 deține funcția de ministru adjunct al solidarității sociale.

## Biografie
Născută în 1946 în Atena, Fotiou a studiat arhitectura la Universitatea Națională Tehnică din Atena (NTUA), unde a absolvit în 1969.

## Cariera profesională
Din 1972, a predat arhitectura la Școala de Arhitectură NTUA. A fost, de asemenea, profesor invitat, pe o perioadă scurtă de timp, la Colegiul Regal de Artă, The Bartlett, Londra și Școala de Arhitectură din Barcelona. În 1980 a obținut a doua diplomă de studii postuniversitare în urbanism, la Universitatea Paris X, Nanterre. Este co-fondatoarea European Design Age Network ce vizează design-ul pentru persoanele în vârstă.

### Activitate
În 1990, atât Universitatea Tehnică din Creta, Chania, cât și noul sediu al Facultății de Științe Umaniste din cadrul Universității din Creta, Rethymno, au fost construite după planurile ei. În 2000, a primit premiul „I” in cadrul concursului internațional de arhitectură pentru Satul Olimpic din anul 2004. În 2001, a primit prima mențiune de onoare la concursul internațional de arhitectură pentru Muzeul Acropole. Pe partea de design interior, a renovat sala de ședințe a sediului central al Băncii Greciei. Printre alte lucrări, noua bibliotecă a Facultății de Filozofie, din cadrul Universității din Atena, a fost terminată în ultimii ani.

## Cariera politică
Începând cu alegerile din mai 2012, Fotiou a fost Membră a Parlamentului Elen, din partea partidului Syriza. Împreună cu Tasos Kourakis, a fost nominalizată pentru postul de Ministru al Educației în cabinetul din umbră al lui Alexis Tsipras din Syriza. După alegerile legislative din ianuarie 2015, Fotiou, cu toate acestea, a fost numită Ministru Adjunct al Solidarității Sociale. În Parlamentul Elen, ea reprezintă în prezent circumscripția electorală Atena B.

## Publicații
- Theano Fotiou; Aleka Monemvasitou; Maria Kafritsa; Agni Papaloannou (2011). „Lavrion Technological Cultural Park: 1992-2010. Re-using the Past in Order to Design the Present”.  În Babalis, Dimitra. Chronocity: Sensitive Interventions in Historic Environment. Florence: Alinea Editrice. p. 27. ISBN 978-88-6055-618-9. Mai multe valori specificate pentru |autor= și |nume= (ajutor); Mai multe valori specificate pentru |autor2= și |nume2= (ajutor); Mai multe valori specificate pentru |autor3= și |nume3= (ajutor); Mai multe valori specificate pentru |autor4= și |nume4= (ajutor)
- Theano Fotiou; Konstantina Demiri; Argyro Moungolia, ed. (2007). Diploma Projects 2002+2003: School of Architecture. National Technical University of Athens Press. ISBN 978-960-254-668-0.
- Theano Fotiou; Konstantina Demiri; Grigoris Kalnis; Mina Sofokleous, ed. (2004). Diploma Projects 2001: School of Architecture. National Technical University of Athens Press. ISBN 960-254-639-5.

## Legături externe
- el  Site web oficial
- Format:Hellenic Parliament Parlamentul Elen